# Pomacentrus alexanderae
Pomacentrus alexanderae là một loài cá biển thuộc chi Pomacentrus trong họ Cá thia. Loài này được mô tả lần đầu tiên vào năm 1907.

## Từ nguyên
Từ định danh được đặt theo tên của Annie M. Alexander (1867 – 1950), một nhà từ thiện đã dành sự quan tâm đến ngành động vật học.

## Phạm vi phân bố và môi trường sống
P. alexanderae được ghi nhận từ bán đảo Mã Lai trải dài về phía đông đến quần đảo Maluku (Indonesia), giới hạn phía bắc đến đảo Đài Loan và quần đảo Ryukyu (Nhật Bản), xa hơn về phía nam đến quần đảo Dampier và bán đảo Gove (Úc).
P. alexanderae sinh sống tập trung gần những rạn san hô viền bờ hoặc trong các đầm phá ở độ sâu khoảng từ 5 đến 60 m.

## Mô tả
Chiều dài lớn nhất được ghi nhận ở P. alexanderae là 11 cm. Cơ thể chỉ có duy nhất màu xám nhạt với một đốm đen lớn ở gốc vây ngực. Chóp các tia gai vây lưng có màu đen. Xung quanh ổ mắt có các vệt màu xanh lam.
Số gai ở vây lưng: 13; Số tia vây ở vây lưng: 14–15; Số gai ở vây hậu môn: 2; Số tia vây ở vây hậu môn: 14–15; Số gai ở vây bụng: 1; Số tia vây ở vây bụng: 5.

## Sinh thái học
Thức ăn của P. alexanderae bao gồm tảo, ấu trùng hà biển, giáp xác chân chèo, trứng cá và các loài ốc biển. Cá đực có tập tính bảo vệ và chăm sóc trứng.